# Tour de Vendée
Il Tour de Vendée è una corsa in linea maschile di ciclismo su strada, che si disputa nel dipartimento della Vandea, in Francia, ogni anno nel mese di settembre. È inserita nel calendario UCI Europe Tour classe 1.1 e nella Coppa di Francia.

## Storia
La corsa venne organizzata per la prima volta nel 1972 come gara dilettantistica da Maurice Martineau che poi passò il testimone al figlio Bernard. Dal 1980 è diventata una gara per professionisti. È stata inserita nel calendario della Coppa di Francia nel 1992 e dal 2005 in quello UCI Europe Tour.
Il percorso si snoda lungo le strade del dipartimento della Vandea e l'arrivo è posto tradizionalmente nella città di La Roche-sur-Yon. La zona non presenta grandi asperità e rende quindi la gara adatta agli arrivi in volata. Tra i vincitori troviamo quindi molti velocisti tra cui l'estone Jaan Kirsipuu, il norvegese Thor Hushovd e lo spagnolo Koldo Fernández.

## Albo d'oro
Aggiornato all'edizione 2023.
| Anno | Vincitore                             | Secondo                               | Terzo                                 |
| ---- | ------------------------------------- | ------------------------------------- | ------------------------------------- |
| 1980 | Jean-René Bernaudeau                  | Roger Legeay                          | Christian Seznec                      |
| 1981 | Bernard Bourreau                      | Maurice Le Guilloux                   | Marc Madiot                           |
| 1982 | Serge Beucherie                       | Bernard Becaas                        | Maurice Le Guilloux                   |
| 1983 | Pierre Bazzo                          | Hokan Jensen                          | Raymond Martin                        |
| 1984 | Claude Moreau                         | Alain Bondue                          | Sean Yates                            |
| 1985 | Michel Bibollet                       | Dominique Gaigne                      | Philippe Leleu                        |
| 1986 | Francis Castaing                      | Søren Lilholt                         | Éric Caritoux                         |
| 1987 | Jean-Claude Colotti                   | Philippe Louviot                      | Dirk De Wolf                          |
| 1988 | Alberto Leanizbarrutia                | Pierangelo Bincoletto                 | Marnix Lameire                        |
| 1989 | Laurent Bezault                       | Atle Kvålsvoll                        | Johan Bruyneel                        |
| 1990 | François Lemarchand                   | Philippe Casado                       | Ronny Van Holen                       |
| 1991 | Fabrice Naessens                      | Edwin Bafcop                          | Thierry Marie                         |
| 1992 | Bruno Cornillet                       | Pascal Lance                          | Laurent Bezault                       |
| 1993 | Dimitri Zhdanov                       | Bruno Thibout                         | Bart Leysen                           |
| 1994 | Patrick Van Roosbroeck                | Mario De Clercq                       | Peter Van Spaenhoven                  |
| 1995 | Mario De Clercq                       | Jo Planckaert                         | Laurent Davion                        |
| 1996 | Laurent Desbiens                      | Philippe Gaumont                      | Jacky Durand                          |
| 1997 | Jaan Kirsipuu                         | Gilles Maignan                        | Steve De Wolf                         |
| 1998 | Marco Antonio Di Renzo                | Laurent Desbiens                      | Jaan Kirsipuu                         |
| 1999 | Jaan Kirsipuu                         | Lars Michaelsen                       | David Millar                          |
| 2000 | Jaan Kirsipuu                         | Jay Sweet                             | Ludovic Capelle                       |
| 2001 | Didier Rous                           | Benoît Salmon                         | Patrice Halgand                       |
| 2002 | Franck Bouyer                         | Walter Bénéteau                       | Geert Omloop                          |
| 2003 | Jaan Kirsipuu                         | Carlos Da Cruz                        | Jérôme Pineau                         |
| 2004 | Thor Hushovd                          | Jaan Kirsipuu                         | Sébastien Hinault                     |
| 2005 | Jonas Ljungblad                       | László Bodrogi                        | Stéphane Pétilleau                    |
| 2006 | Mikel Gaztañaga                       | Jimmy Casper                          | Sébastien Hinault                     |
| 2007 | Mikel Gaztañaga                       | Mark Renshaw                          | Mathieu Drujon                        |
| 2008 | Koldo Fernández                       | Kristof Goddaert                      | Anthony Geslin                        |
| 2009 | Pavel Brutt                           | Matthieu Ladagnous                    | Thomas Voeckler                       |
| 2010 | Koldo Fernández                       | Davide Appollonio                     | Jonathan Hivert                       |
| 2011 | Marco Marcato                         | Peio Bilbao                           | Maxime Bouet                          |
| 2012 | Wesley Kreder                         | Jonathan Hivert                       | Sébastien Hinault                     |
| 2013 | Nacer Bouhanni                        | Samuel Dumoulin                       | Steven Tronet                         |
| 2014 | Armindo Fonseca                       | Olivier Le Gac                        | Thomas Voeckler                       |
| 2015 | Christophe Laporte                    | Jaŭhen Hutarovič                      | Thomas Sprengers                      |
| 2016 | Nacer Bouhanni                        | Samuel Dumoulin                       | Bryan Coquard                         |
| 2017 | Christophe Laporte                    | Justin Jules                          | Fabian Lienhard                       |
| 2018 | Nico Denz                             | Lennert Teugels                       | Gian Friesecke                        |
| 2019 | Marc Sarreau                          | Christophe Laporte                    | Bryan Coquard                         |
| 2020 | annullata per la Pandemia di COVID-19 | annullata per la Pandemia di COVID-19 | annullata per la Pandemia di COVID-19 |
| 2021 | Bram Welten                           | Eduard Prades                         | Sebastian Schönberger                 |
| 2022 | Bryan Coquard                         | Arnaud Démare                         | Luca Mozzato                          |
| 2023 | Arnaud Démare                         | Paul Penhoët                          | Sandy Dujardin                        |
| 2024 | annullata                             | annullata                             | annullata                             |